# Spurstow
Spurstow est une localité anglaise située dans le comté de Cheshire.